# كيث هاي
كيث هاي (بالإنجليزية: Keith Hay)‏ هو باني ‏ وشخصية أعمال وسياسي نيوزيلندي، ولد في 13 ديسمبر 1917، وتوفي في 2 يناير 1997. نشط حزبياً في Democratic Labour Party (New Zealand) ‏.